# Adolf Busemann (Ingenieur)

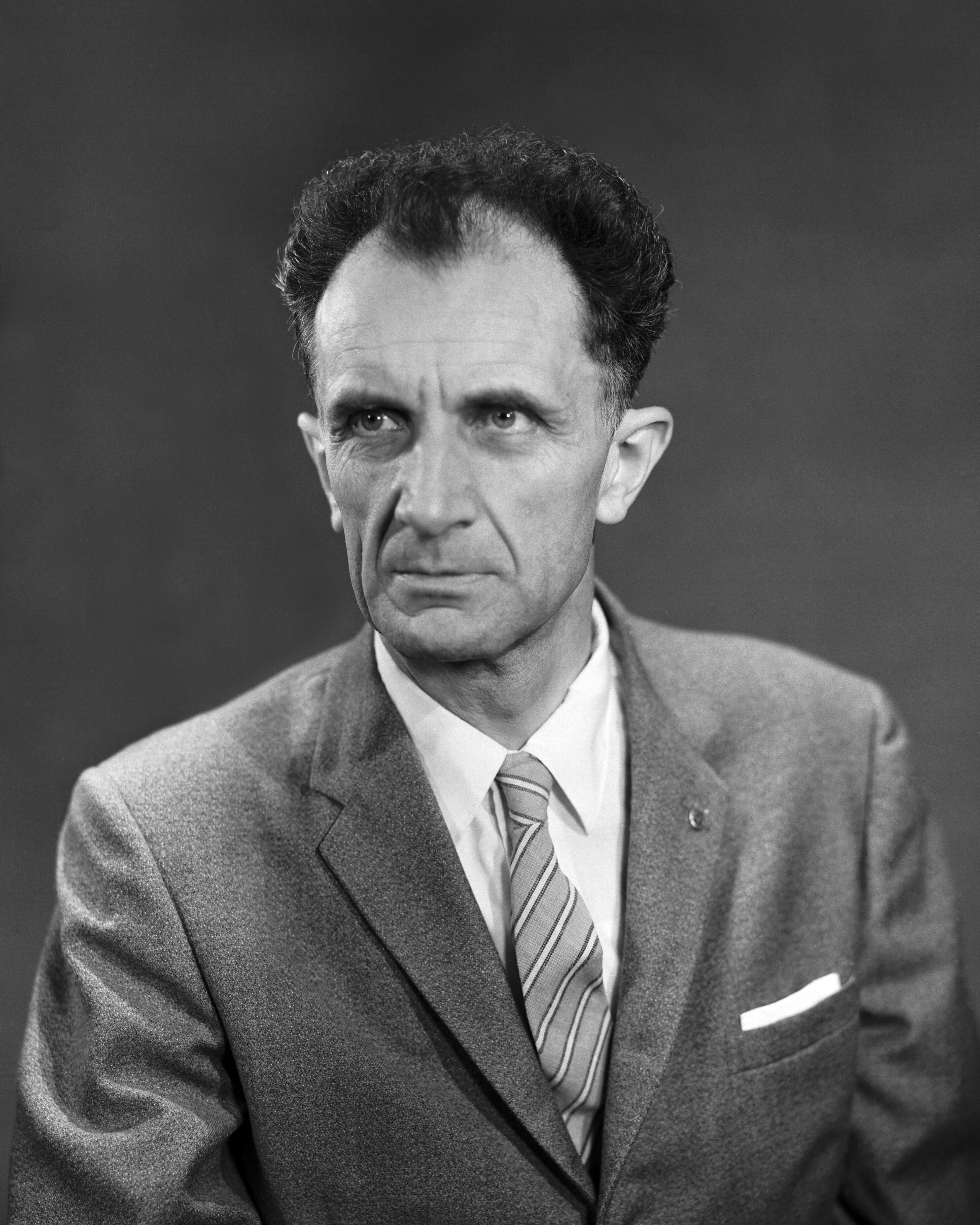
Adolf Busemann in den USA

Adolf Busemann (* 20. April 1901 in Lübeck; † 3. November 1986 in Boulder, Colorado) war ein deutscher Aerodynamiker.

## Leben

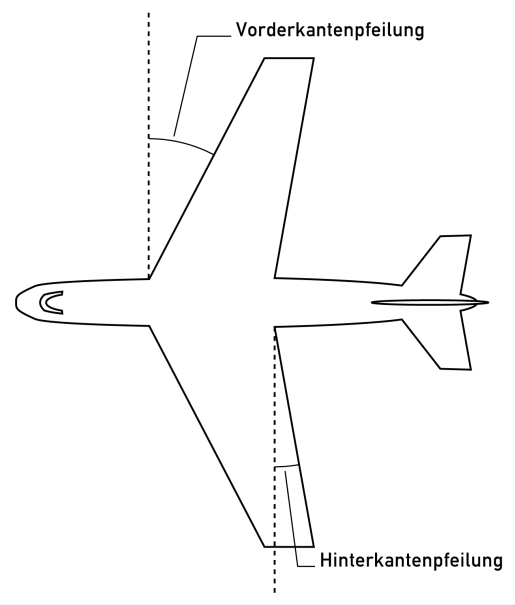
Positive Pfeilung eines Flügels

Adolf Busemann wurde 1901 als Sohn des Ingenieurs Cornelius Albert Busemann in Lübeck geboren. Nach seinem Studium für Maschinenbau an der Technischen Hochschule Braunschweig promovierte er 1924 bei Professor Otto Föppl mit einer Dissertation über Drehschwingungen von Stäben, also noch ganz in der Mechanik, wenngleich Föppl auch eine Vorlesung über Aerodynamik hielt.
Nach seinem Wechsel im folgenden Jahr zum Kaiser-Wilhelm-Institut für Strömungsforschung in Göttingen kam er zu seinem Arbeitsgebiet, der Hochgeschwindigkeits-Aerodynamik. Seine ersten Verdienste erwarb er sich durch seine maßgebende Mitarbeit beim Bau des von Professor Ludwig Prandtl entworfenen Überschall-Windkanals. 1930 habilitierte er sich an der dortigen Universität. Ein Jahr später erhielt er eine Dozentur für Strömungslehre an der TH Dresden und war einige Zeit bei der Deutschen Versuchsanstalt für Luftfahrt in Berlin-Adlershof tätig. 
Im November 1933 unterzeichnete er das Bekenntnis der deutschen Professoren zu Adolf Hitler. 
Während seiner Arbeiten entdeckte Busemann die verblüffend einfache Abhilfe für die Probleme, die sich am Flügel bei der Annäherung an die Schallgeschwindigkeit ergaben. Es war die stärkere Pfeilung. Durch sie wirkt das Flügelprofil für die Strömung dünner und gestreckter, als es ist. Über diese Entdeckung, die sich wenige Jahre später für den Hochgeschwindigkeitsflug als unverzichtbar erweisen sollte, berichtete er erstmals 1935 beim 5. Volta-Kongress in Rom. Doch die internationale Fachwelt nahm damals noch keine Notiz von dieser Erkenntnis. Ein Jahr später wurde Busemann Leiter des Instituts für Gasdynamik in der neu geschaffenen Deutschen Forschungsanstalt für Luftfahrt (DFL) in Braunschweig-Völkenrode, wo er unter Verwendung von Teilen des von Prandtl und ihm seinerzeit in Göttingen geschaffenen Windkanals einen neuen errichtete. In ihm und auch noch einem weiteren konnte nun die Richtigkeit seiner früheren Erkenntnis durch unzählige Messreihen bestätigt werden. 1939 erhielt er zusammen mit Albert Betz ein Geheimpatent auf seine Erfindung. Spätestens ab 1943 gab es keinen deutschen Flugzeughersteller, in dessen Konstruktionsbüros nicht bereits Entwürfe zu finden waren, die die Busemann’schen Erkenntnisse anwendeten.
Für die alliierten Spezialisten, die nach Kriegsende nach Deutschland kamen, war es eine große Überraschung, als sie die Ergebnisse dieser Messreihen vorfanden. Auf alliierter Seite hatte es bis 1944 gedauert, bis jemand, nämlich der beim National Advisory Committee for Aeronautics (NACA) tätige Aerodynamiker Robert Thomas Jones, zu der gleichen Erkenntnis gekommen war wie fast 10 Jahre zuvor Adolf Busemann in Deutschland – und dies, obwohl auch Amerikaner bei Busemanns bahnbrechendem Vortrag 1935 anwesend gewesen waren. 
Busemann ging nach dem Kriegsende 1946 zuerst nach Großbritannien zum Royal Aircraft Establishment und ein Jahr später weiter in die USA zum Langley Research Center. 1963 erhielt er eine Professur an der University of Colorado at Boulder, wo er bis zu seinem Tod lebte. Geehrt wurde er unter anderem mit der Verleihung der Ehrendoktorwürde der RWTH Aachen, durch die Zueignung des Ludwig-Prandtl-Ringes und 1970 mit der Ernennung zum Fellow der American Astronautical Society, sowie durch die Aufnahme als Mitglied der National Academy of Engineering der USA. Heute ist sein stark gepfeilter Flügel unverzichtbares Konstruktionselement bei jedem modernen Hochgeschwindigkeitsflugzeug.
Von 1943 bis 1954 war er zunächst ordentliches und anschließend korrespondierendes Mitglied der Braunschweigischen Wissenschaftlichen Gesellschaft. Ab 1950 war Busemann „Auswärtiges Wissenschaftliches Mitglied“ des damaligen Max-Planck-Instituts für Strömungsforschung in Göttingen.

## Schriften (Auswahl)
- Der Wärme- und Stoffaustausch. Dargestellt im Mollierschen Zustandsdiagramm für Zweistoffgemische. Berlin: J. Springer, 1933.
- Aufgaben der Hochgeschwindigkeitstechnik. Vortrag, gehalten in der 2. Wissenschaftssitzung der ordentlichen Mitglieder der Deutschen Akademie der Luftfahrtforschung am 12. November 1937, Sitzungsperiode 1937/38. In:  Schriften der Deutschen Akademie der Luftfahrtforschung, Heft 30. München, Berlin: Oldenbourg Verlag, 1940.
- Dynamik, Band 4 der „Vorlesungen über technische Mechanik“ von Adolf Busemann, Ludwig Föppl und Otto Föppl. München: Oldenbourg Verlag, diverse Auflagen, z. B. 9.1942.
- Die achsensymmetrische kegelige Überschallströmung Luftfahrtforschung Bd. 19, 1942, S. 137